# Pfarrhaus (Scherstetten)

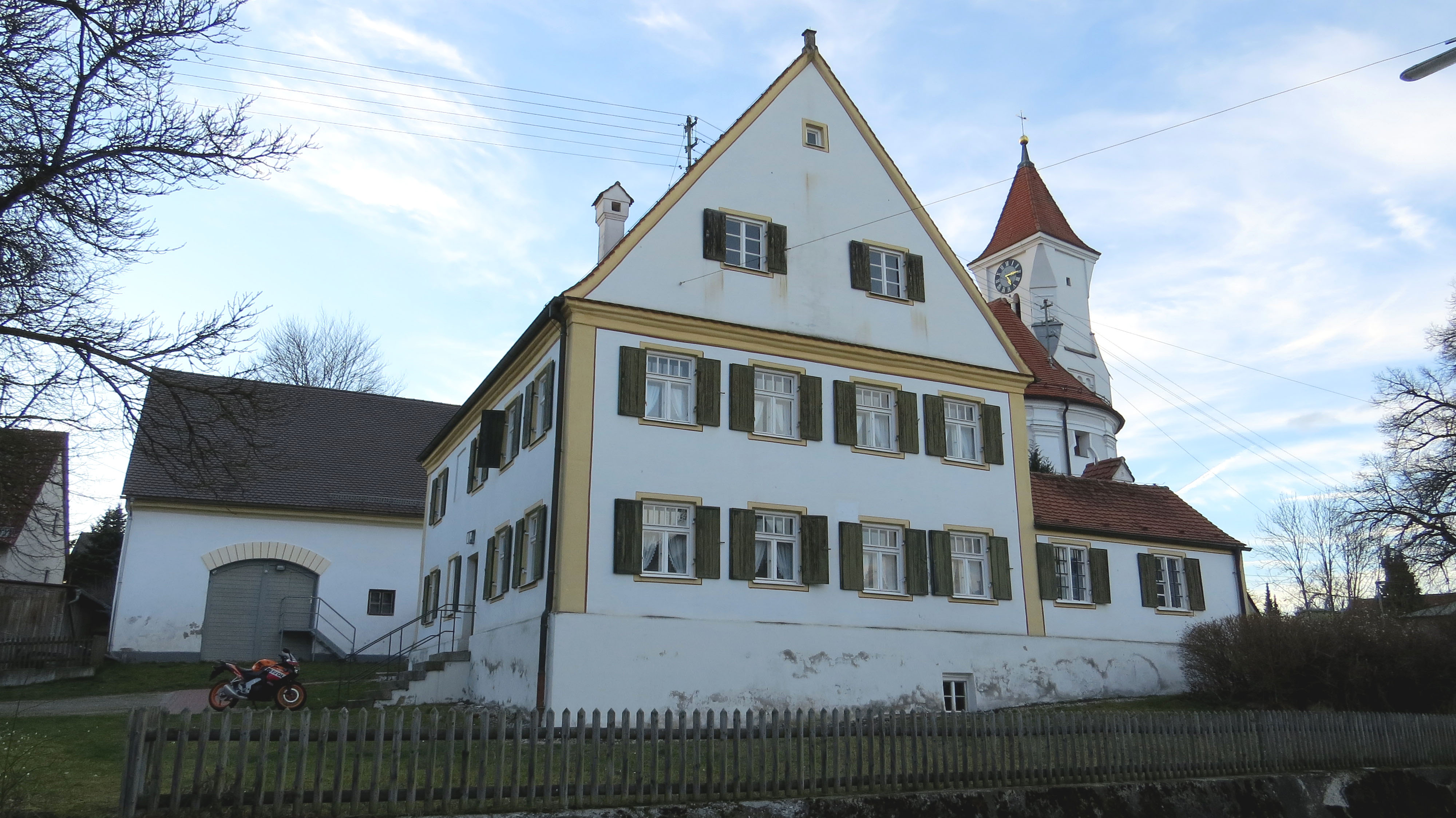
Ehemaliges Pfarrhaus in Scherstetten

Das Pfarrhaus in Scherstetten, einer Gemeinde im Landkreis Augsburg im bayerischen Regierungsbezirk Schwaben, wurde 1762 errichtet. Das ehemalige Pfarrhaus an der Brunnenstraße 1, neben der katholischen Pfarrkirche St. Peter und Paul, ist ein geschütztes Baudenkmal.
Der zweigeschossige Satteldachbau mit umlaufendem, profiliertem Gesims und Giebelaufsätzen wurde von Joseph Koch errichtet. Das Gebäude besitzt vier zu vier Fensterachsen.